# Liste der Monuments historiques in Sassey-sur-Meuse
Die Liste der Monuments historiques in Sassey-sur-Meuse führt die Monuments historiques in der französischen Gemeinde Sassey-sur-Meuse auf.

## Liste der Objekte
| Bezeichnung                                            | Beschreibung                                    | Standort                        | Kennzeichnung | Schutzstatus | Datum | Bild |
| ------------------------------------------------------ | ----------------------------------------------- | ------------------------------- | ------------- | ------------ | ----- | ---- |
| Zwei Skulpturen: Madonna mit Kind und heiliger Vinzenz | Holz, farbig gefasst, 16. Jahrhundert           | in der Kirche St-Germain (Lage) | PM55000556    | Classé       | 1913  |      |
| Zwei Skulpturen von heiligen Bischöfen                 | Holz, farbig gefasst, 18. Jahrhundert           | in der Kirche St-Germain (Lage) | PM55002334    | Inscrit      | 1991  |      |
| Triumphbogen mit Kruzifix und zwei Engelsskulpturen    | Holz, farbig gefasst, 17. Jahrhundert           | in der Kirche St-Germain (Lage) | PM55000557    | Classé       | 1913  |      |
| Zwei Skulpturen: Betende Engel                         | Holz, farbig gefasst, Ende des 17. Jahrhunderts | in der Kirche St-Germain (Lage) | PM55000558    | Classé       | 1933  |      |